# Tetrix cyaneum
Tetrix cyaneum is een rechtvleugelig insect uit de familie doornsprinkhanen (Tetrigidae). De wetenschappelijke naam van deze soort is voor het eerst geldig gepubliceerd in ja door Stoll.